# مبدأ إثبات الإيرادات

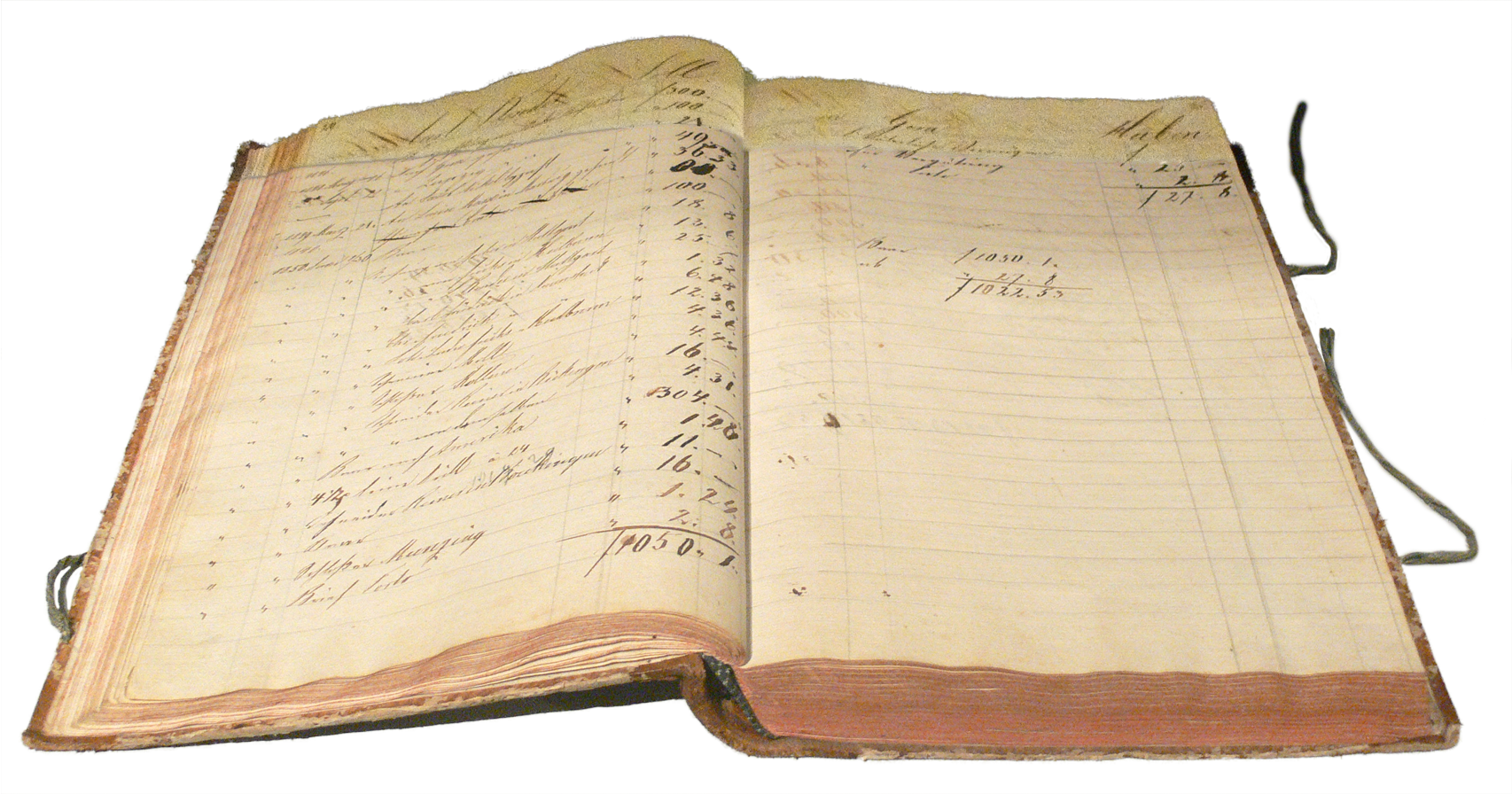

مبدأ إثبات الإيرادات هو حجر الأساس في الاستحقاق المحاسبي مع مبدأ المقابلة. كلاهما يحدد فترة المحاسبة التي تُثبَت فيها الإيرادات والنفقات. وفقًا لهذا المبدأ، يمكن إثبات الإيرادات عندما تكون مُحققة أو قابلة للتحقق، وتُجنى (عادةً عند نقل البضائع أو تقديم الخدمات)، بغض النظر عن تاريخ استلام النقد. بينما في المحاسبة النقدية، يمكن إثبات الإيرادات عند استلام النقد بغض النظر عن وقت بيع السلع أو الخدمات.
يمكن استلام النقد في فترة سابقة أو لاحقة للوقت المفروض (عند تسليم البضائع أو الخدمات) وتُثبت الإيرادات ذات الصلة وهذا يؤدي إلى النوعين التاليين من الحسابات:
- الإيرادات المستحقة: تُثبت الإيرادات قبل استلام النقد.
- الإيرادات المقدمة: تُثبت الإيرادات بعد استلام النقد.

تُدرج الإيرادات المحققة خلال فترة المحاسبة ضمن الدخل.

## المعايير الدولية لإعداد التقارير المالية
نهج الأحداث الحرجة: توفر المعايير الدولية لإعداد التقارير المالية خمسة معايير لتحديد الحدث الحرج لإثبات إيرادات بيع السلع:
1. تُنقل المخاطر والمزايا من البائع إلى المشتري
2. لا يتحكم البائع في البضائع المباعة
3. يكون تحصيل المدفوعات مضمونًا بشكل معقول
4. يمكن قياس مقدار الإيرادات بشكل معقول
5. يمكن قياس تكاليف كسب الإيرادات بشكل معقول

يشار إلى المعيارين الأولين المذكورين أعلاه باسم «الأداء». يتحقق الأداء عندما يكون البائع قد نفذ معظم أو كل ما يفترض أن يفعله ليكون مستحقًا لكسب المدفوعات. على سبيل المثال: باعت شركة ما سلعة وخرج الزبون من المتجر دون أي ضمان على المنتج. لقد أكمل البائع أداءه نظرًا إلى أن المشتري يمتلك السلعة الآن مع جميع المخاطر والمكافآت المرتبطة بها. يشار إلى المعيار الثالث بالتحصيل. يجب أن يكون لدى البائع توقع معقول بأنه سيستلم الدفعة. يجب إنشاء حساب مخصصات إذا لم يكن البائع متأكدًا تمامًا من استلام الدفعة. يُشار إلى المعيارين الرابع والخامس بقابلية القياس. نظرًا لمبدأ المطابقة، يجب أن يكون البائع قادرًا على مطابقة النفقات بالإيرادات التي ساعدته في تحقيقها. لذلك، يجب أن يكون حجم الإيرادات والنفقات قابلاً للقياس بشكل معقول.

## قاعدة عامة
لا تُثبت السلف المستلمة كإيرادات، وإنما كمطلوبات (إيرادات مؤجلة)، حتى يُستوفى الشرطان (1) و(2).
1. تتحقق الإيرادات عند استلام مبالغ نقدية أو تلبية المطالبات النقدية (دفع الحسابات المديونة) مقابل سلع أو خدمات. يمكن تحقق الإيرادات عندما تكون الأصول المتلقاة في عملية التداول هذه قابلة للتحويل إلى نقد أو مطالبة نقدية.
2. تُجنى الإيرادات عند نقل/ تقديم هذه السلع/ الخدمات. يعد كل من ضمان الدفع واستكمال التسليم النهائي (مع توفير العائدات ومطالبات الضمان وما إلى ذلك)، مطلوبين لإثبات الإيرادات.

يتضمن إثبات الإيرادات أربعة أنواع من المعاملات:
تُثبت إيرادات بيع المخزون في تاريخ البيع وغالبًا ما يُفسر على أنه تاريخ التسليم.
1. تُثبت إيرادات تقديم الخدمات عند اكتمال الخدمات ودفع فواتيرها.
2. تُثبت إيرادات السماح باستخدام أصول الشركة (مثل الفوائد المتعلقة باستخدام المال والإيجار لاستخدام الأصول الثابتة وعائدات استخدام الأصول غير الملموسة) مع مرور الوقت أو عند استخدام الأصول.
3. تُثبت الإيرادات الناتجة عن بيع أحد الأصول بخلاف المخزون في نقطة البيع، عندما يحدث.

### السلف
لا تُعتبر السلَف دليلاً كافياً على البيع، وبالتالي لا تُثبت أي إيرادات حتى تنتهي عملية البيع. تعتبر السلف إيرادات مؤجلة وتُسجل كمطلوبات حتى يُدفع السعر بالكامل وينتهي التسليم (أي مراعاة التزامات مبدأ المطابقة).

## استثناءات

### الإيرادات غير المثبتة في البيع
تقول القاعدة إن إيرادات بيع المخزون تُثبت عند نقطة البيع، ولكن توجد عدة استثناءات.
- اتفاقيات إعادة الشراء: تعني اتفاقية إعادة الشراء أن تبيع الشركة منتجًا وتوافق على شرائه مرة أخرى بعد مرور بعض الوقت. إذا كان سعر إعادة الشراء يغطي جميع تكاليف المخزون بالإضافة إلى تكاليف الاحتفاظ بالمخزون، سيظل المخزون ضمن دفاتر حسابات البائع. بمعنى آخر: لم تحدث عملية بيع.
- العوائد: يجب على الشركات التي لا تستطيع تقدير حجم العائدات المستقبلية و/أو التي تملك معدلات عوائد عالية للغاية أن تثبت الإيرادات فقط عند انتهاء فترة حق الإعادة. يمكن للشركات التي تستطيع تقدير عدد العائدات المستقبلية وتملك معدلات عوائد صغيرة نسبيًا أن تثبت الإيرادات في نقطة البيع، لكن يجب عليها خصم العائدات المستقبلية المقدرة.

### الإيرادات المثبتة قبل البيع

#### عقود طويلة الأجل
يتناول هذا الاستثناء في المقام الأول العقود طويلة الأجل مثل الإنشاءات (المباني والملاعب والجسور والطرق السريعة وما إلى ذلك)، وتطوير الطائرات والأسلحة وأجهزة استكشاف الفضاء. يجب أن تسمح هذه العقود للمنشئ (البائع) بمحاسبة المشتري ضمن أجزاء مختلفة من المشروع (على سبيل المثال، بعد بناء كل 10 أميال من الطريق).

#### الإيرادات المثبتة بعد البيع
في بعض الأحيان، ينطوي تحصيل المستحقات على درجة عالية من المخاطرة. إذا لم تكن عملية التحصيل مضمونة على الإطلاق، يجب على الشركة تأجيل تثبيت الإيرادات.
توجد ثلاث طرق للتعامل مع هذا الموقف:
- طريقة البيع بالتقسيط التي تسمح بتثبيت الدخل بعد إجراء عملية البيع، وبشكل يتناسب مع نسبة الربح الإجمالي إضافةً إلى النقد المُحصل. يتأجل الدخل غير المُحصل، ثم يُثبت كدخل عند تحصيل النقد. على سبيل المثال، إذا جمعت الشركة 45٪ من إجمالي سعر المنتج، تستطيع إثبات 45٪ من إجمالي الأرباح من هذا المنتج.
- طريقة استرداد التكاليف التي تُستخدم عند وجود احتمال كبير لعدم تحصيل المدفوعات. بموجب هذه الطريقة، لا يُثبت أي ربح حتى تتجاوز التحصيلات النقدية تكلفة البائع للبضائع المباعة. على سبيل المثال، إذا باعت شركة ما آلة بقيمة 10000 دولار مقابل 15000 دولار، تستطيع البدء في تسجيل الأرباح فقط عندما يدفع المشتري أكثر من 10000 دولار. بمعنى آخر، يُثبت كل دولار يُحصل بعد الـ 10000 دولار، ضمن الأرباح الإجمالية المتوقعة والتي تبلغ 5000 دولار.
- طريقة الإيداع التي تُستخدم عندما تتلقى الشركة مبالغ نقدية قبل إجراء عملية تحويل كافية للملكية. لا تُثبت الإيرادات لأن مخاطر ومزايا الملكية لم تُحول إلى المشتري.